# Уссури
Уссу́ри (кит. 乌苏里江 — Усулицзян; маньчж. ᡠᠰᡠᡵᡳ
ᡠᠯᠠ, усури ула — «чёрная как сажа») — река в Приморском и Хабаровском краях Дальнего Востока России и в провинции Хэйлунцзян Китайской Народной Республики. Правый приток Амура. По Уссури на большем её протяжении проходит российско-китайская граница.
До 1972 года река Уссури в верховьях до села Архиповка Чугуевского района называлась Янмутьхо́уза (Ян-Муть-Хо́уза), далее до села Верхняя Бреевка Чугуевского района — Сандаго́у, в верхнем течении (до впадения реки Даубихе) носила название Улахе́ (Улахэ́), и только после слияния с рекой Даубихе называлась собственно Уссури. После вооружённого конфликта за остров Даманский в Приморском крае произошло массовое переименование географических названий китайского происхождения.

## География

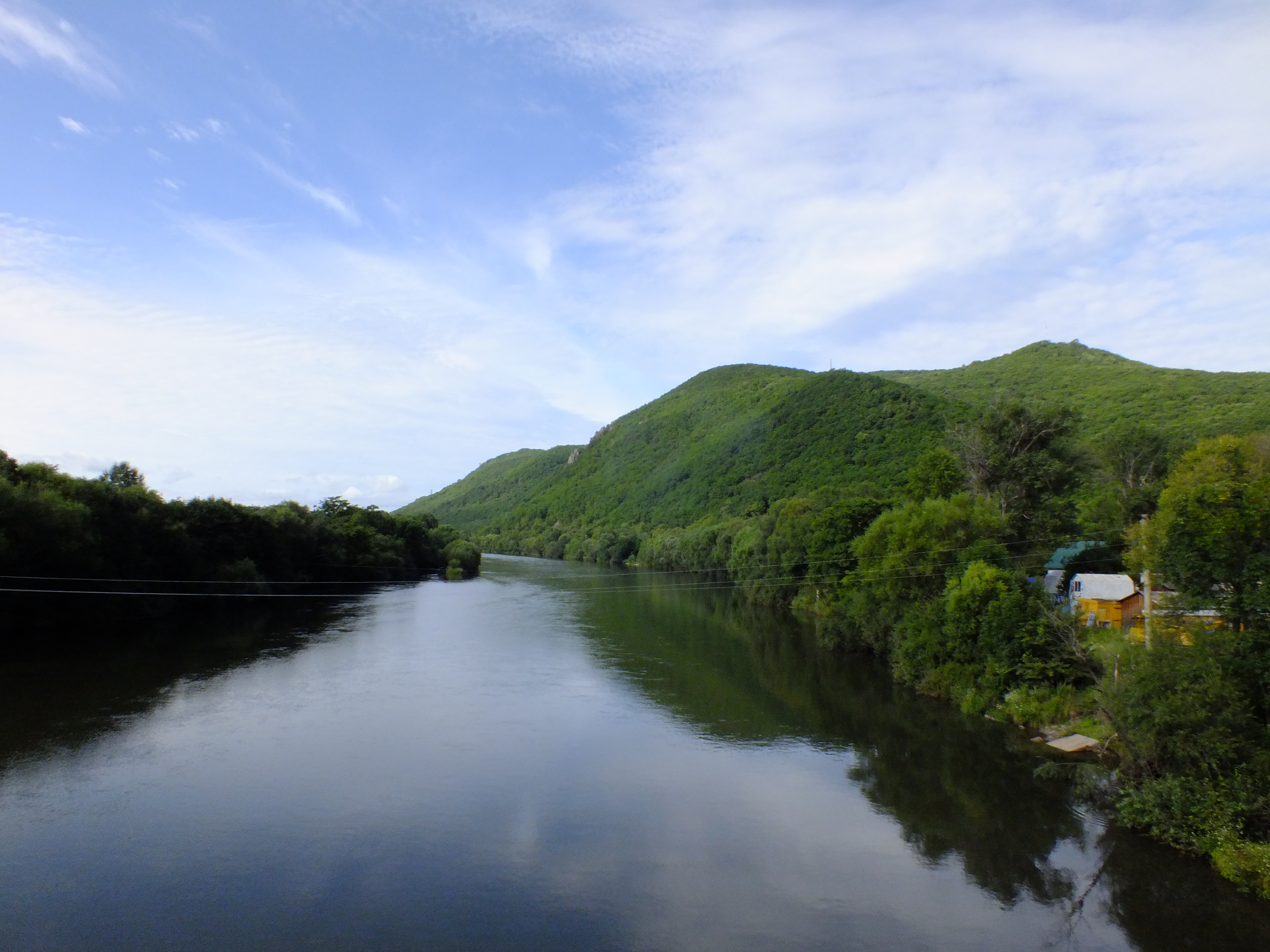
Уссури (Улахэ) в Чугуевском районе Приморского края

Длина реки — 897 км, площадь водосборного бассейна — 193 000 км². Берёт начало в Ольгинском районе в Сихотэ-Алине на склонах горы Снежной; на большей части — равнинная река (только в среднем течении долина прорезает Восточный Синий хребет, затем Синий хребет, которые местами образуют скалистые обрывистые берега); на многих участках реки — извилины и рукава, в русле — группы островов.
Впадает у села Казакевичево Хабаровского района в мелководную и маловодную протоку Казакевичева (правобережная протока Амура). После этого русло начинает именоваться Амурской протокой, которая впадает в Амур выше Хабаровского утёса (центр города Хабаровска).
С озером Ханка (высота 69 м) Уссури соединена рекой Сунгача. Крупнейший остров — Кутузов.

## Гидрология

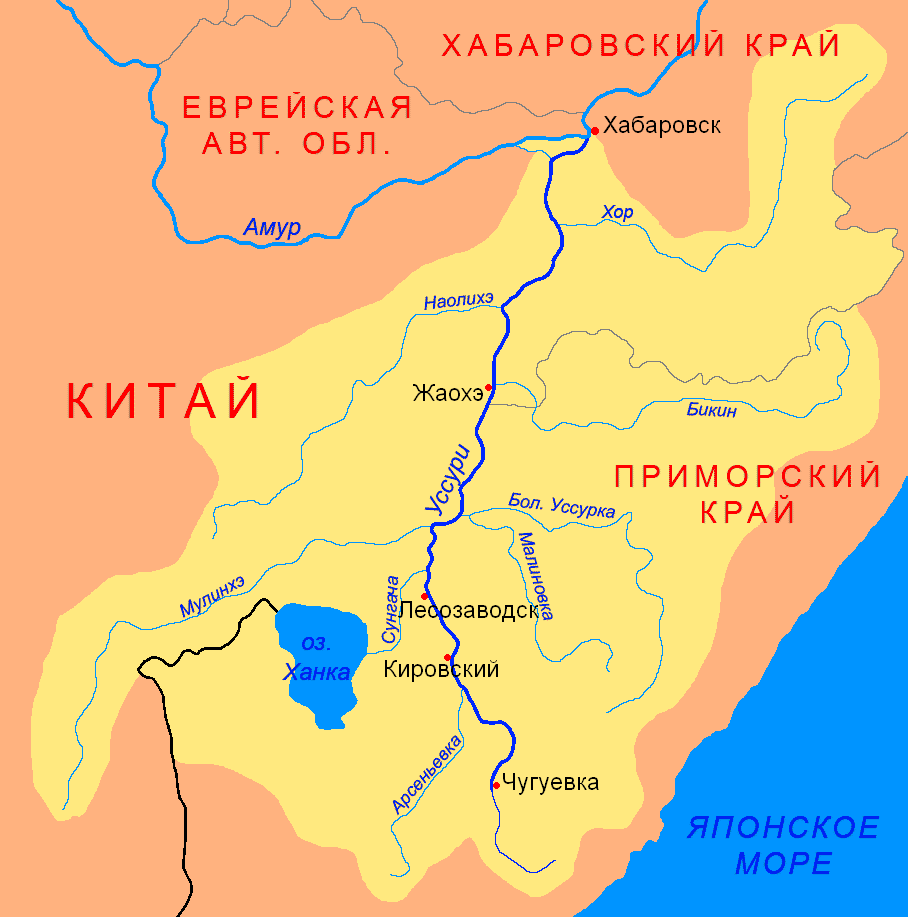
Бассейн реки

Питание преимущественно дождевое — до 60 %, снеговое (в многоснежные зимы) — до 30—35 %, остальное — подземное. Половодье с конца марта до августа; образуется сначала от таяния снега и дождей, затем — от дождевых паводков. Среднегодовой расход воды — в верховье 143 м³/с, в среднем течении 230 м³/с, в нижнем (147 км от устья) 1150 м³/с; наибольший — в среднем течении — 10 300 м³/с, в низовьях — 10 520 м³/с. Характерны частые катастрофические разливы. Замерзает в ноябре, вскрывается в апреле.

## Притоки
Левые: Арсеньевка, Драгучина, Сунгача, Мулинхэ, Наолихэ.
Правые: Журавлёвка, Большая Уссурка (до 1972 г. — р. Има́н), Бикин, Шивки, Бира, Подхорёнок, Хор, Кия, Чирки, Кабарга.
Основные притоки в верхнем течении Уссури — Извилинка, Соколовка, Матвеевка, Каменка, Павловка.
Выделены наиболее полноводные реки.

## Населённые пункты в долине Уссури

### Россия
Приморский край

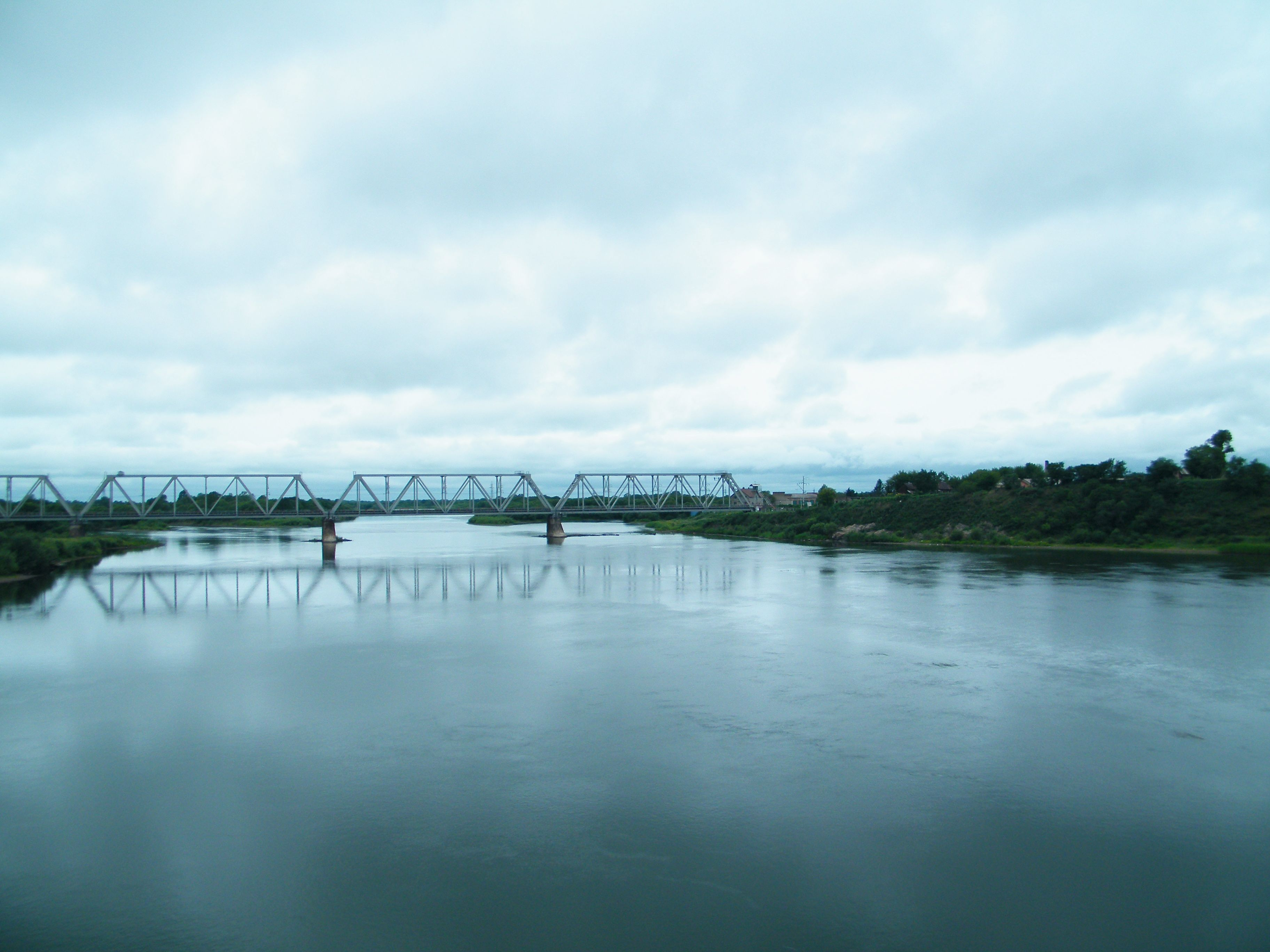
Уссури в Лесозаводске, мост на Транссибе

Схема слияния Уссури с Амуром

- В Ольгинском районе населённых пунктов на реке нет.
- Чугуевский район: Ясное, Тополёвый, Архиповка, Верхняя Бреевка, Извилинка, Булыга-Фадеево, Соколовка, районный центр Чугуевка, Цветковка, Новомихайловка, Михайловка, Каменка, Варпаховка, Кокшаровка, Саратовка;
- Яковлевский район: Озёрное, Орлиное;
- Кировский район: Марьяновка, Владимировка, Межгорье, Степановка, Увальное, Архангеловка, Подгорное, районный центр Кировский, Преображенка, Еленовка, Уссурка, Горные Ключи;
- Лесозаводский городской округ: Иннокентьевка, Тихменево, Глазовка, город Лесозаводск, Буссе;
- В Дальнереченском районе населённых пунктов на реке нет.
- В Пожарском районе населённых пунктов на реке нет.

Хабаровский край
- Бикинский район: Покровка, Васильевка, Лончаково;
- Вяземский район: Видное, Шереметьево, Кедрово, Виноградовка, Венюково, Забайкальское, Кукелево;
- Район имени Лазо: Аргунское, Невельское;
- Хабаровский район: Казакевичево.

Административные районы и населённые пункты перечислены по течению реки, сверху вниз. Выделены крупные населённые пункты.

### Китай
Хутоу, Жаохэ и другие.

## Природа
Богата рыбой: гольян, конь-губарь, пескарь, карась, сазан, ауха, таймень, ленок, амурский сом, налим, чебак, синявка, амурская щука, хариус, калуга, амурский осётр; осенью заходит на нерест кета.
Уссури имеет большое разнообразие видов рыб. В ней сочетаются редко сочетаемые в иных условиях виды рыб. Живущие в чистой, холодной, прозрачной, горной реке рыбы — таймень, ленок и хариус могут соседствовать в одном месте с такими донными рыбами, предпочитающими стоячие, мутные, тёплые илистые водоёмы, как карась, сом Солдатова, сазан, косатка-скрипун, косатка-плеть, толстолоб и ауха. Особенно это характерно для приустьевых участков небольших горных рек, берущих своё начало на Сихотэ-Алине и впадающих в Уссури.
Весной «горная» рыба уходит из нижнего и среднего русла Уссури на нерест в горные реки, а осенью снова спускается на зимовку. Летом, как правило, Уссури не является местом обитания «горной» рыбы, только в верховьях, где Уссури — типичная горная река.

## Хозяйственное использование
Используется для водоснабжения.

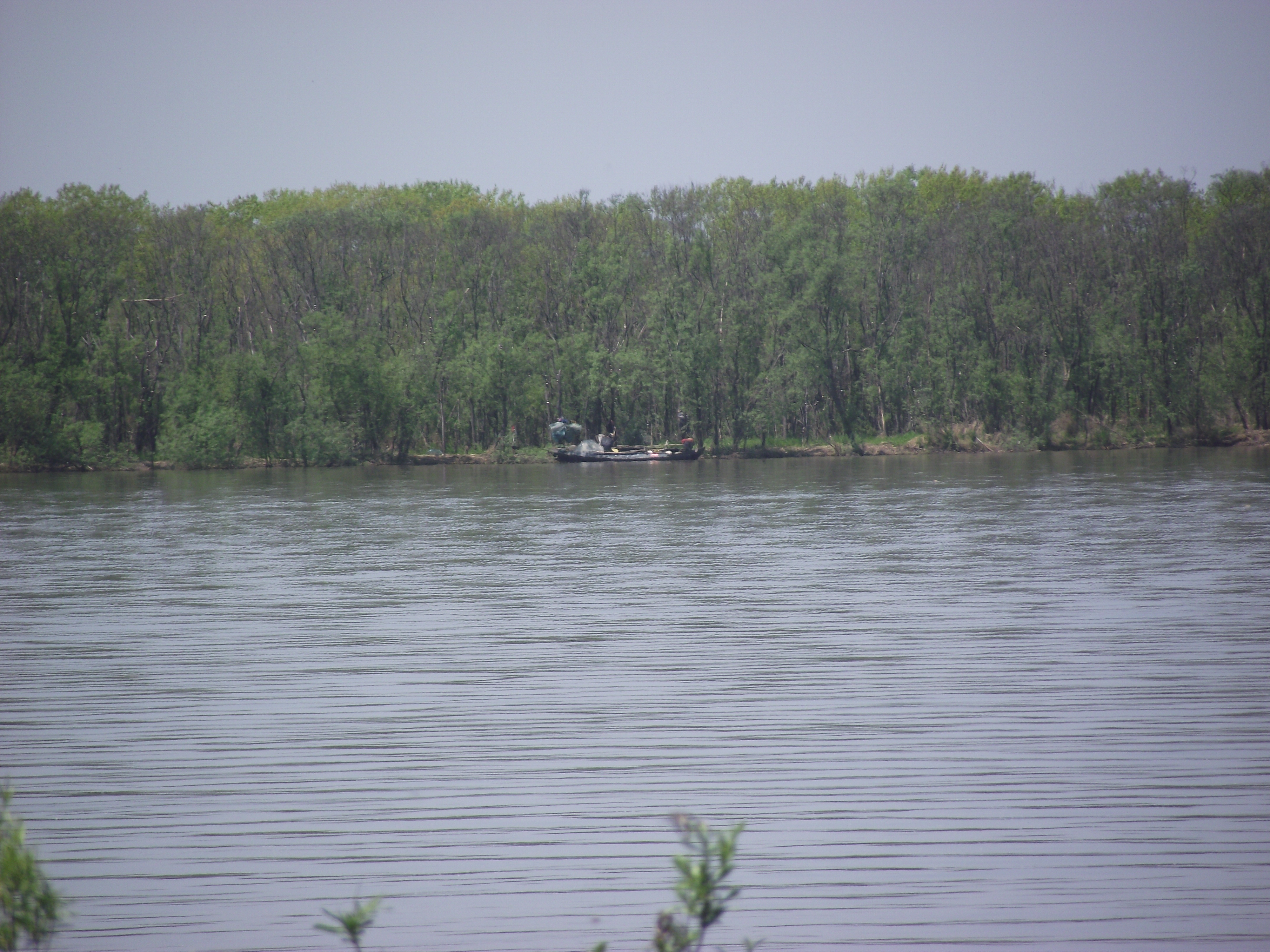
Пограничная река Уссури у села Забайкальское Вяземского района. У левого берега — китайская рыбацкая лодка

В верховьях до Лесозаводска сплавная (лесосплав прекращён), нерегулярное судоходство на 622 км от устья. Под автодорожным мостом, соединяющим правобережную и левобережную части Лесозаводска, суда пройти не могут.
Российское судоходство по Уссури не развито. Это объясняется тем, что небольшое количество малонаселённых прибрежных пограничных сёл расположено в относительной близости от Транссиба и от автотрассы «Хабаровск — Владивосток».
В Бикинском районе функционирует пункт пропуска через государственную границу «Покровка — Жаохэ».
Код в ГВР — 20030700212118100051424.

## Исторические события
- В 1655 году первые европейцы — отряд Онуфрия Степанова поднялись вверх по реке.
- В 1969 году произошёл пограничный конфликт на острове Даманский между Советским Союзом и Китайской Народной Республикой. 19 мая 1991 стороны пришли к соглашению, что остров переходит под юрисдикцию КНР.